# Rickard Petrelius
Rickard Torstensson Petrelius, född 29 juni 1955 i Danderyd, är en svensk filmregissör, dokumentärfilmare, fotograf och filmproducent. Han är son till Torsten Petrelius.
År 1992 regisserade Petrelius Blueprint, som vann Guldnymfen i Monte Carlo TV-festival och nominerades till en Emmy för Bästa miniserie. För Sveriges Television har han bland annat regisserat Skärgårdsdoktorn, Taurus, Min f.d. familj och Anno 1790. För AB Svensk Filmindustri regisserat Münsters fall och Fallet G efter Håkan Nessers romaner. Han har tillsammans med skådespelaren Jacob Nordenson gjort ett flertal dokumentärfilmer, däribland Att få leva tills man dör (1986) och Får jag lov, som belönades med Guldantennen 1996.

## Regi i urval
- 2016 – Sven-Bertil
- 2013 – Fjällbackamorden
- 2010-2011 – Anno 1790, avsnitt 1, 2, 9, 10
- 2006 – Van Veeteren – Fallet G
- 2005 – Van Veeteren – Münsters fall
- 2005 – Min f.d. familj
- 2002 – Taurus
- 2000 – Skärgårdsdoktorn
- 1992 – Blueprint
- 1991 – Storstad (TV-serie)
- 2004 – Hockeyresan (dokumentär)
- 1996 – Får jag lov (dokumentär)
- 1986 – Att få leva tills man dör (dokumentär)
- 1981 –  Klockargården (dokumentär)

## Producent i urval
- 2016 - Sven-Bertil
- 2012 – Eskil och Trinidad (regi Stephan Apelgren)
- 2010 – FISK (regi Lars In de Betou)
- 2009 – Tusen gånger starkare (regi Peter Schildt)
- 2005 – Myra (regi Jonas Bergergård)
- 2004 – Hockeyresan (regi Rickard Petrelius, Jacob Nordenson)
- 1996 – Får jag lov (regi Rickard Petrelius, Jacob Nordenson)
- 1986 – Att få leva tills man dör (regi Rickard Petrelius, Jacob Nordenson)
- 1981 – Klockargården (regi Rickard Petrelius)